# Airedale terrier
A airedale terrier[Nota], oriunda da região de Airedale no Reino Unido, é a maior raça entre os cães do tipo terrier. Criado através de cruzamentos entre o old english broken-haired terrier e o otterhound, este animal é classificado como versátil e corajoso. Inicialmente chamado waterside terrier e, por seu tamanho, apelidado também de "rei dos terriers", é usado como caçador de pequenos animais, cão de guarda e cão policial farejador. Seu adestramento é considerado de dificuldade moderada, a teimosia e a tendência a brigas, características comum dos cães do tipo terrier, o tornaram um animal pouco popular como cão de companhia. Fisicamente pode chegar aos 27 kg e ter até 66 cm de altura na cernelha. Tem a cauda alta e esticada para cima, e a pelagem, preta e castanha, é densa, dura e conhecida como de arame. De acordo com o livro A Inteligência dos Cães, de Stanley Coren, o Airedale encontra-se na 29ª posição entre as 79 pesquisadas.